# Цисов
Цисов (њем. Züssow) општина је у њемачкој савезној држави Мекленбург-Западна Померанија. Једно је од 89 општинских средишта округа Остфорпомерн. Према процјени из 2010. у општини је живјело 1.436 становника. Посједује регионалну шифру (AGS) 13059110.

## Географски и демографски подаци
Цисов се налази у савезној држави Мекленбург-Западна Померанија у округу Остфорпомерн. Општина се налази на надморској висини од 29 метара. Површина општине износи 29,5 km². У самом мјесту је, према процјени из 2010. године, живјело 1.436 становника. Просјечна густина становништва износи 49 становника/km².